# Enköpings-Posten

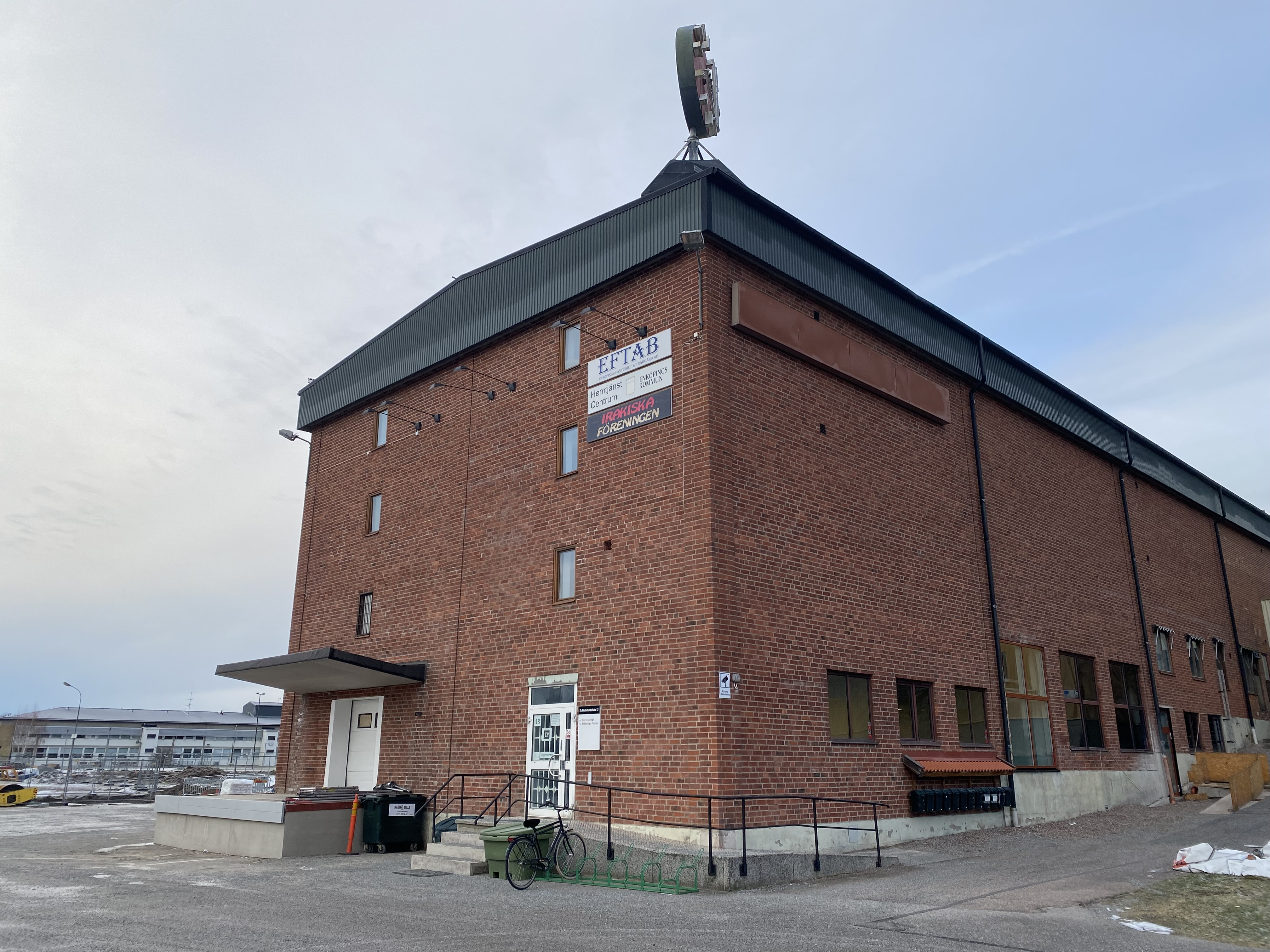
Enköpings-Postens redaktion.

Enköpings-Posten är en morgon- och dagstidning som ges ut i Enköping. Tidningen ingår sedan 1 januari 2017 i NTM-koncernen. Dessförinnan ägdes den i många år av NWT-koncernen. Enköpings-Postens politiska beteckning är liberal och tidningen grundades i Enköping år 1880.

## Chefredaktörer
- Gottfrid Peterson var tidningens första chefredaktör.
- Torvald Lönnefalk var tidningens chefredaktör 1947–1961.
- Nils Norling från Norrbottens-Kuriren tog över i januari 1962.[2]
- Thomas Mattsson började sin journalistiska bana på Enköpings-Posten, arbetade senare som chefredaktör för Expressen, nu senior advicer för Bonnier News.[3]
- Roger Berglund är chefredaktör för tidningen sedan maj 2023 då han efterträdde Håkan Wikström på den posten.[4]